# Гайнсвілл (Джорджія)
Гайнсвілл (англ. Hinesville) — місто (англ. city) в США, в окрузі Ліберті штату Джорджія. Населення — 34 891 особа (2020).

## Географія
Гайнсвілл розташований за координатами 31°49′37″ пн. ш. 81°37′18″ зх. д. / 31.82694° пн. ш. 81.62167° зх. д. (31.826979, -81.621675).  За даними Бюро перепису населення США в 2010 році місто мало площу 54,69 км², з яких 52,76 км² — суходіл та 1,93 км² — водойми. В 2017 році площа становила 47,15 км², з яких 46,89 км² — суходіл та 0,26 км² — водойми.

## Демографія
Згідно з переписом 2010 року, у місті мешкало 33 437 осіб у 12 324 домогосподарствах у складі 9057 родин. Густота населення становила 611 особа/км².  Було 14653 помешкання (268/км²).
Расовий склад населення:
| - 47,4 % — чорних або афроамериканців - 40,0 % — білих - 2,6 % — азіатів - 0,8 % — вихідців з тихоокеанських островів - 0,5 % — корінних американців - 3,4 % — осіб інших рас |

До двох чи більше рас належало 5,3 %. Частка іспаномовних становила 11,5 % від усіх жителів.
За віковим діапазоном населення розподілялося таким чином: 30,6 % — особи молодші 18 років, 64,1 % — особи у віці 18—64 років, 5,3 % — особи у віці 65 років та старші. Медіана віку мешканця становила 28,2 року. На 100 осіб жіночої статі у місті припадало 89,7 чоловіків;  на 100 жінок у віці від 18 років та старших — 83,4 чоловіків також старших 18 років.
Середній дохід на одне домашнє господарство  становив 52 350 доларів США (медіана — 42 111), а середній дохід на одну сім'ю — 58 490 доларів (медіана — 47 835). Медіана доходів становила 38 636 доларів для чоловіків та 30 199 доларів для жінок. За межею бідності перебувало 16,7 % осіб, у тому числі 22,3 % дітей у віці до 18 років та 15,8 % осіб у віці 65 років та старших.
Цивільне працевлаштоване населення становило 13 176 осіб. Основні галузі зайнятості: публічна адміністрація — 19,5 %, освіта, охорона здоров'я та соціальна допомога — 18,9 %, роздрібна торгівля — 14,6 %, мистецтво, розваги та відпочинок — 13,0 %.